# Jason B. Brown

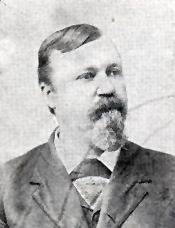
Jason B. Brown

Jason Brevoort Brown (* 26. Februar 1839 in Dillsboro, Dearborn County, Indiana; † 10. März 1898 in Seymour, Indiana) war ein US-amerikanischer Politiker. Zwischen 1889 und 1895 vertrat er den Bundesstaat Indiana im US-Repräsentantenhaus.

## Leben
Jason Brown besuchte die öffentlichen Schulen seiner Heimat und die Wilmington Academy. Nach einem anschließenden Jurastudium und seiner im Jahr 1860 erfolgten Zulassung als Rechtsanwalt begann er in Brownstown in diesem Beruf zu arbeiten. Gleichzeitig schlug er als Mitglied der Demokratischen Partei eine politische Laufbahn ein. Zwischen 1862 und 1866 war er Abgeordneter im Repräsentantenhaus von Indiana; im Jahr 1870 gehörte er dem Staatssenat an. Danach war er zwischen 1873 und 1875 der geschäftsführende Beamte (Secretary) im Wyoming-Territorium.
Nach seiner Rückkehr nach Indiana ließ er sich in Seymour nieder. In den Jahren 1880 bis 1883 saß er erneut im Staatssenat. Bei den Kongresswahlen des Jahres 1888 wurde Brown im dritten Wahlbezirk von Indiana in das US-Repräsentantenhaus in Washington, D.C. gewählt, wo er am 4. März 1889 die Nachfolge von Jonas G. Howard antrat. Nach zwei Wiederwahlen konnte er bis zum 3. März 1895 drei Legislaturperioden im Kongress absolvieren. Ab 1893 war er Vorsitzender des Wahlausschusses.
1894 wurde Brown von seiner Partei nicht mehr zur Wiederwahl nominiert. In den folgenden Jahren praktizierte er in Seymour wieder als Anwalt. Dort ist er am 10. März 1898 auch verstorben.